# Kovarijansa
Kovarijansa u teoriji verovatnoće i statistici, predstavlja meru jačine veze između promene dve promenljive. Varijansa je poseban slučaj kovarijansa kada su dve promenljive iste. 